# Битва при Ваухатчи
Битва при Ваухатчи (англ. Battle of Wauhatchie) — сражение происходишее в ночь с 28 на 29 октября в округах Гамильтон, Марион, Теннесси и Дейд, Джорджия. Силы Союза захватили переправу Брауна на реке Теннесси, открыв линию снабжения армии Союза в Чаттануге. Силы Конфедерации попытались выбить силы Союза, оборонявшие переправу и снова перекрыть эту линию снабжения, но потерпели поражение. Битва при Ваухатчи была одним из немногих ночных сражений Гражданской войны в США.

## Предыстория
После катастрофического поражения в битве при Чикамоге силы Союза под командованием генерал-майора Уильяма Роузкранса отступили в Чаттанугу. Генерал Конфедерации, Брэкстон Брэгг осадил город, угрожая заставить силы Союза сдаться голодом. Войска Брэгга заняли Миссионерский хребет и Смотровую гору, с которых открывался прекрасный вид на город, реку и линии снабжения Союза. Войска Конфедерации начали рейды по всем фургонам с припасами, направлявшимся в Чаттанугу, что вынудило Союз найти другой способ прокормить своих людей. Генерал-майор Улисс Грант отстранил Роузкранса от командования и заменил его генерал-майором Джорджом Генри Томасом. Первой задачей Гранта по прибытии в Чаттанугу было пополнение запасов армии Союза.

### Браунз-Феррская операция
Улисс С. Грант и Джордж Генри Томас начали «Операцию Крекер-Лайн» 26 октября. Она была разработана для того, чтобы открыть дорогу в Чаттанугу от переправы Брауна (Браунз-Ферри) на реке Теннесси с одновременным продвижением вверх по Лукаут-Вэлли, обезопасив дорогу Келли-Ферри. Бригадный генерал Уильям Фэррер Смит, главный инженер военного подразделения Миссисипи, разработавший общий план операции Крекер-Лайн, была поручена задача создания плацдарма Браунз-Ферри. Для выполнения этой задачи ему были приданы две пехотные бригады из 3-й дивизии XIV корпуса: 1-я бригада под командованием бригадного генерала Ивана Турчанина и 2-й под командованием бригадного генерала Уильяма Бэбкока Хейзена.
В 3:00 утра 27 октября части бригады Хейзена погрузились на понтоны и поплыли вокруг Мокасин-Бенд к Браунз-Ферри. Бригада Турчанина заняла позицию на Мокасин-Бенд напротив Браунз-Ферри. Высадившись, Хейзен закрепил плацдарм, а затем установил понтонный мост через реку, позволив Турчанину переправиться и занять позицию справа от него.
Полковник Уильям Кэлвин Оутс из 15-го Алабамского полка Конфедерации охранял долину вместе со своим полком и частями других подразделений. Из-за неразберихи в командовании Оутс не знал, где расположены три резервных полка. После внезапной высадки сил Союза отряд Оутса попытался контратаковать, но контратака провалилась после того, как он был серьезно ранен. К тому времени, бригадный генерал Эвандер Лоу появился вместе с резервными полками, но было слишком поздно; солдат было слишком много и они хорошо окопались.

### Продвижение Хукера
Тем временем генерал-майор Джозеф Хукер выступил с тремя дивизиями Союза из Бриджпорта, следуя по железной дороге через Шеллмаунд и ущелье Раннинг-Уотер-Крик. 28 октября, после быстрого марша, колонна Хукера вошла в Лукаут-Вэлли. Лонгстрит, одержимый мыслью о возможности нападения Союза дальше на юго-запад, не смог должным образом разведать продвижение Хукера.
Хукер, в то время как его войска проходили через Лукаут-Вэлли 28 октября, отделил дивизию Джона Гири на станции Ваухатчи, остановке на железной дороге Нэшвилл-Чаттануга, для защиты линии коммуникаций на юго-западе, а также дороги на запад к переправе Келли. Как только он достиг своей цели, «положение Хукера было плачевным», а недоукомплектованный XI корпус Говарда у Браунз-Ферри «расположился как попало». Дивизия Гири, насчитывавшая всего 1500 человек после отделения железнодорожной охраны, была размещена изолированно.

## Сражение

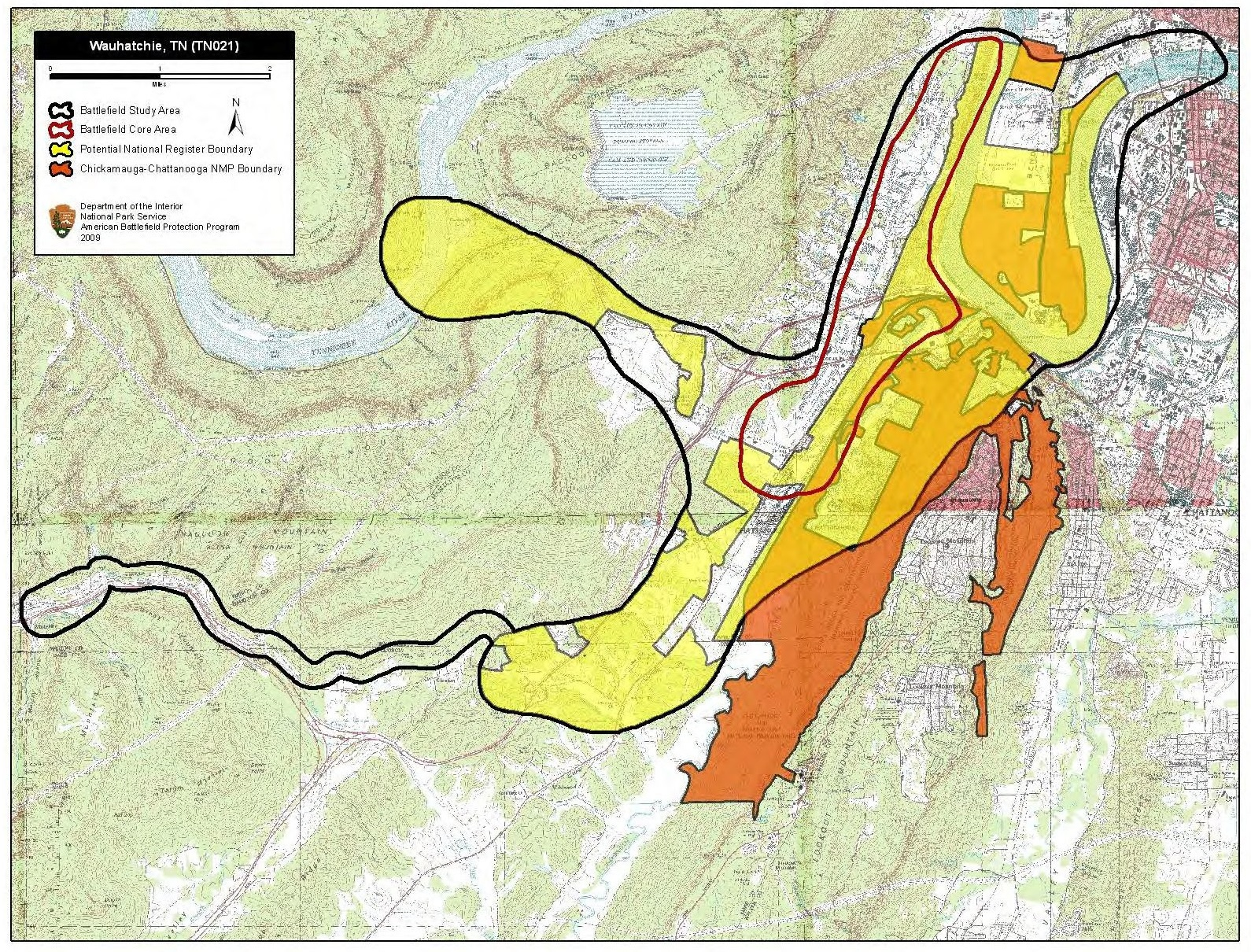
Карта ядра поля боя в Ваухатчи

Брэгг приказал Лонгстриту откинуть новые силы Союза. Заметив, что около Ваухатчи остановился обоз, Лонгстрит решил разгромить силы Гири. Он приказал дивизии Мики Дженкинса совершить ночную атаку на силы Союза. Бригадный генерал Жером Робертсон, чтобы помешать Хукеру усилить Гири, собственная бригада Дженкинса из Южной Каролины численностью 1800 человек, возглавляемая полковником Джоном Брэттоном нападет на станцию Ваухатчи. Бригада Генри Беннинга по-прежнему поддерживает усилия как Лоу, так и Брэттона. Хотя атака была запланирована на 10:00 вечера в ночь на 28 октября, неразбериха отложила ее до полуночи. Хотя Гири и его офицеры ожидали нападения и выставили пикеты, его внезапность застала их врасплох. Окруженные с севера Брэттоном, защитники Союза выстроились в пятиобразную боевую линию, лицом на север и восток. Сын Гири, лейтенант артиллерии, был убит в бою, умерев на руках у своего отца.
Услышав звуки сражения, XI корпус быстро построился в шеренги возле Браунз-Ферри. Хукер обошел генерал-майора Оливера Ховарда по цепочке командования и приказал генерал-майору Карлу Шурцу отправиться на станцию Ваухатчи для обеспечения подкрепления. В этой неразберихе бригадный генерал Адольф фон Штайнвер первым вывел свою дивизию на дорогу. Седло. Бригада Орланда Смита из дивизии Штайнвера была обстреляна союзниками Лоу, которые располагались на холме высотой 200 футов (61 м), возвышавшемся над дорогой от Браунс-Ферри. Смит повернул на восток и начал подниматься на холм. Тем временем Хукер по ошибке развернул подразделения обеих дивизий XI корпуса против Лоу и Беннинга, не оставив никого, кто мог бы прийти на помощь Гири. Хотя 2000 человек Лоу значительно превосходили силы Хукера численностью, позиция на вершине холма, естественно, была сильной. В темноте единственным подразделением, имевшим непосредственный контакт с Лоу, была бригада Смита численностью 700 человек. Несколько энергичных атак Смита были отбиты. Затем, после того, как Лоу получил несколько ошибочных сообщений, он решил отступить. Как только его люди покинули свои окопы, люди Смита хлынули на них, захватив несколько отставших и рассеяв полк, который не смог получить приказ об отступлении. Тем временем Хукер согласился позволить Говарду отправиться в Ваухатчи с небольшим количеством кавалерии.
Люди Гири продолжали крепко держаться, хотя у них начали заканчиваться боеприпасы. Как только Брэттон начал ощущать победу, он получил приказ отступать, поскольку в его тыл прибывали подкрепления Союза. Брэттон отступил к Лукаут-Маунтин, успешно прикрываемый бригадой Беннинга. В битве при Ваухатчи Брэттон потерял 356 человек, в то время как потери Гири составили 216.